# Kensho Obayashi
Ne doit pas être confondu avec le catcheur américain également nommé Zeus (Tom Lister, Jr.).
Kensho Obayashi (大林 賢将, Ōbayashi Kenshō) (né le 27 janvier 1982 à Osaka, Osaka), est un catcheur (lutteur professionnel) japonais plus connu sous le nom de Zeus. Il travaille actuellement à la All Japan Pro Wrestling.

## Carrière

### Pro Wrestling Zero1 (2011–2014)
Le 2 mars, ils conservent les titres contre Steve Corino et The Sheik.

### Dramatic Dream Team (2014-2015)
Le 13 septembre, il perd contre Danshoku Dino dans un Kiss Pin Match et ne remporte pas le DDT Extreme Championship. Le 15 février 2015, il remporte le Ironman Heavymetalweight Championship en battant Soma Takao, mais plus tard dans la journée, il perd le titre contre Tomomitsu Matsunaga.

### All Japan Pro Wrestling (2014–2021)
Le 28 mars 2014, lui et The Bodyguard effectuent leurs débuts à la All Japan Pro Wrestling et battent Menso re-Oyaji et SUSHI.
Le 3 janvier 2015, lui et Shingo Takagi battent Evolution (Hikaru Sato et Suwama). Le 12 janvier, il bat Kenso et devient challenger n°1 pour le AJPW Triple Crown Heavyweight Championship. Le 7 février, il perd contre Gō Shiozaki et ne remporte pas le AJPW Triple Crown Heavyweight Championship.
Le 12 février 2016, il perd contre Kento Miyahara et ne remporte pas le vacant AJPW Triple Crown Heavyweight Championship,. Le 21 février, lui et The Bodyguard conservent leur titres contre Jake Lee et Kento Miyahara. Le 27 mars, ils conservent les titres contre Hoshitango et Shuji Ishikawa.
Le 21 mai 2017, ils perdent les titres contre Kai et Kengo Mashimo. Le 11 juin, ils battent Kai et Kengo Mashimo et remportent les AJPW World Tag Team Championship pour la troisième fois.
Le 2 janvier 2018, il perd contre Joe Doering et ne remporte pas le AJPW Triple Crown Heavyweight Championship. Le 25 février, lui et The Bodyguard battent Kento Miyahara et Yoshitatsu et remportent les AJPW World Tag Team Championship pour la quatrième fois. Le 25 mars, ils perdent les titres contre Dylan James et Ryoji Sai,. Le 29 juillet, il bat Kento Miyahara et remporte le AJPW Triple Crown Heavyweight Championship. Le 26 août, il conserve le titre contre Shuji Ishikawa. Le 21 octobre, il perd le titre contre Kento Miyahara.

#### Purple Haze (2019-...)
Le 15 août, lui et Izanagi battent Yankii Nichokenju (Isami Kodaka et Yuko Miyamoto) pour remporter les AJPW All Asia Tag Team Championship,.
Il intègre ensuite le Champion Carnival, où il termine premier de son bloc en étant invaincu, réussissant à se qualifier pour la finale du tournoi. Le 5 octobre, il bat Kento Miyahara en finale pour remporter le tournoi. Le 17 octobre, il perd contre Suwama et ne remporte pas le AJPW Triple Crown Heavyweight Championship.
Le 24 octobre, lui et Izanagi conservent leur titres contre Francesco Akira et Rising HAYATO. Le 3 janvier 2021, ils conservent leur titres contre Enfants Terribles (Hokuto Omori et Koji Doi). Le 7 septembre, ils perdent leur titres contre Strong Hearts (T-Hawk et El Lindaman).

## Palmarès
- All Japan Pro Wrestling
  - 1 fois AJPW Triple Crown Heavyweight Championship
  - 5 fois AJPW World Tag Team Championship avec The Bodyguard (4) et Ryoji Sai (1)
  - 1 fois AJPW All Asia Tag Team Championship avec Izanagi
  - Champion Carnival (2020)

- Dramatic Dream Team
  - 1 fois Ironman Heavymetalweight Championship

- Osaka Pro Wrestling
  - 1 fois Osaka Pro Wrestling Championship
  - 3 fois Osaka Pro Wrestling Tag Team Championship avec The Bodyguard (2) et Gaina (1)
  - Tennozan (2013)
  - Osaka Tag Festival (2008) avec Daisuke Harada
  - Osaka Tag Festival (2013) avec The Bodyguard

- Pro Wrestling Zero1
  - 1 fois NWA United National Heavyweight Championship
  - 1 fois NWA Intercontinental Tag Team Championship avec Masato Tanaka
  - Furinkazan (2012) avec James Raideen

## Récompenses des magazines
- Pro Wrestling Illustrated

| Année | 2016 | 2017 | 2018 | 2019 | 2020 | 2021 |
| ----- | ---- | ---- | ---- | ---- | ---- | ---- |
| Rang  | 192  | 174  | 147  | 91   | 270  | 336  |